# Ganymedes och Jupiters örn
Ganymedes med Jupiters örn (danska: Ganymedes med Jupiters ørn) eller Ganymedes med örnen är en skulptur av den danske konstnären Bertel Thorvaldsen. Den finns i flera versioner; den mest kända är utställd på Thorvaldsens Museum i Köpenhamn. Andra marmorversioner finns bland annat på Chrysler Museum of Art i Norfolk, Heim Gallery i London, Kennedy Galleries i New York, Killruddery House i Bray, Minneapolis Institute of Art, Museum der bildenden Künste i Leipzig och Pinacoteca Tosio-Martinengo i Brescia. Thorvaldsens Museum äger även två gipsversioner. Deras marmorversion utfördes i Italien 1815, fraktades på korvetten Galathea från Livorno till Köpenhamn 1833 och testamenterades till museet vid konstnärens död 1844.
Ganymedes var i grekisk mytologi en trojansk prins som var vackrast av alla dödliga. Zeus, som i romersk mytologi motsvaras av Jupiter, blev förtjust i honom och bortrövade honom till Olympen med hjälp av en örn som ibland identifieras som Zeus själv. Ganymedes levde sedan i evig ungdom som gudarnas munskänk. 
Thorvaldsen verkade inom nyklassicismen och ansågs av sin samtid vara den främste skulptören jämte Antonio Canova. Han var bosatt 1797–1838 i Rom där han var en centralgestalt för de skandinaviska konstnärer som i en strid ström anlände på bildningsresor för att studera den antika romerska kulturen. 
Marmorgruppen Ganymedes med Jupiters örn utmärks av kylig skönhet och är oöverträffad i sin formfulländning. Ganymedes med sin släta hud och tillitsfulla blick knäböjer inför örnen vars fjäderdräkt är omsorgsfullt avbildat. Thorvaldsen skildrar varken det våldsamma bortförande av pojken eller den vackra ynglingens roll som munskänk. Istället skildras hur gudarnas konung och rovdjuret, makten och vildheten förenad i en örngestalt, besegras av skönheten och kärleken. Det är vanligt i konsten att Zeus och Ganymedes relation skildras som erotisk.
Thorvaldsen avbildade Ganymedes som munskänk i ytterligare två skulpturer: Ganymedes fyller skålen (1816) och Ganymedes räcker skålen (gipsversion cirka 1805, marmor 1820-talet) som båda är utställda på Thorvaldsens Museum.

## Bildgalleri

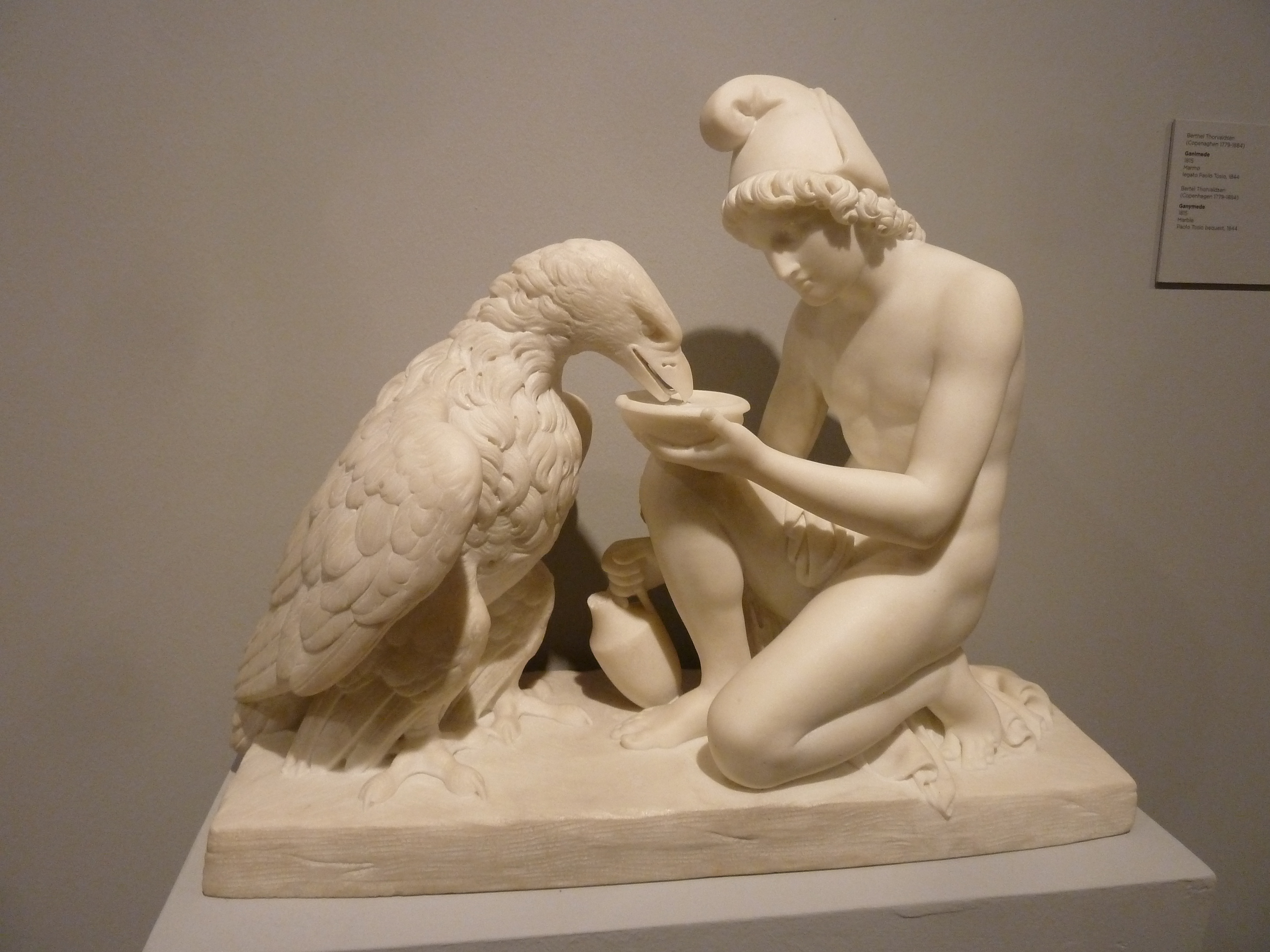
Marmorstatyn beställdes 1815 och förvärvades 1844 av Pinacoteca Tosio-Martinengo i Brescia.
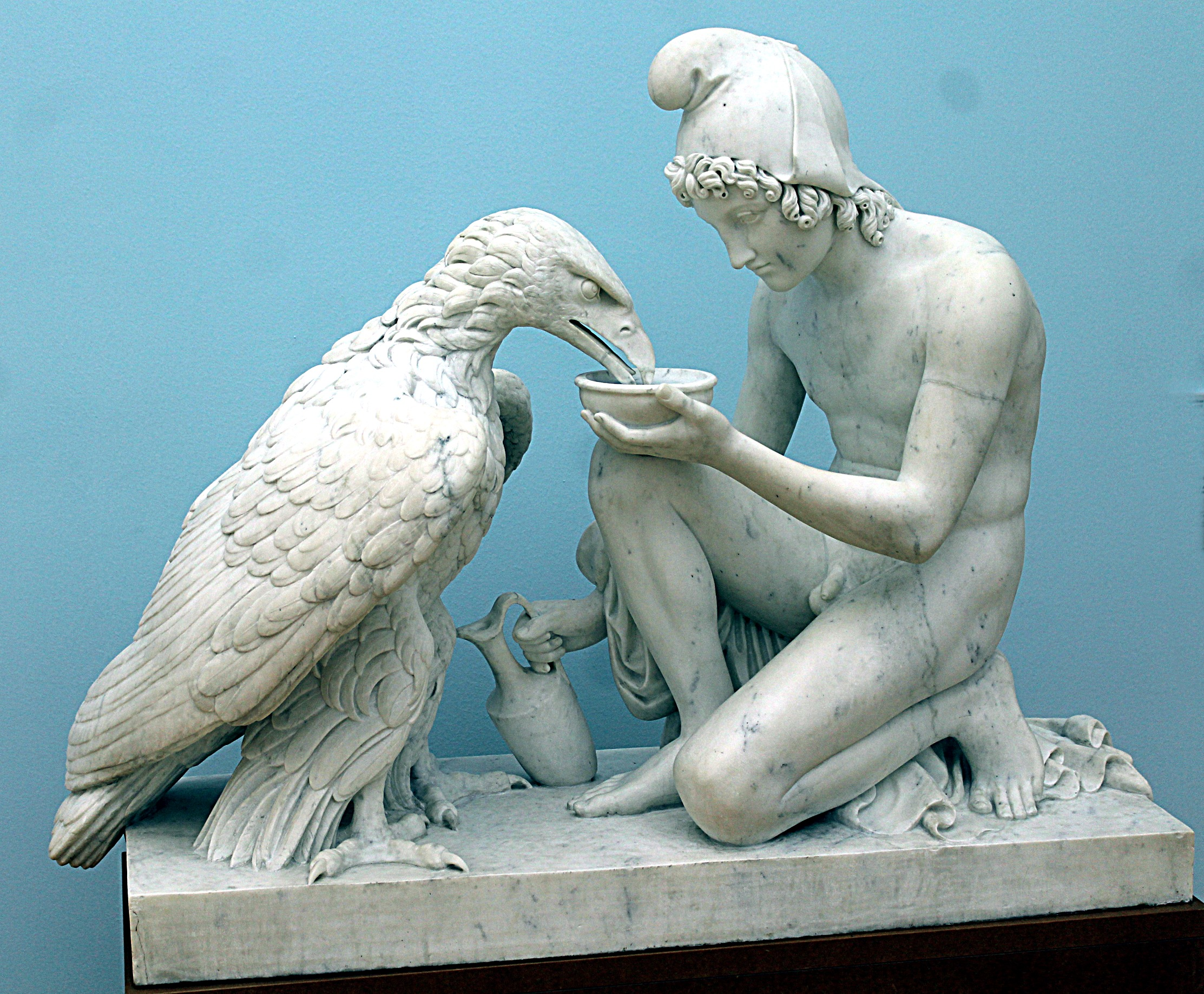
Marmorstatyn donerades 1864 till Museum der bildenden Künste i Leipzig.
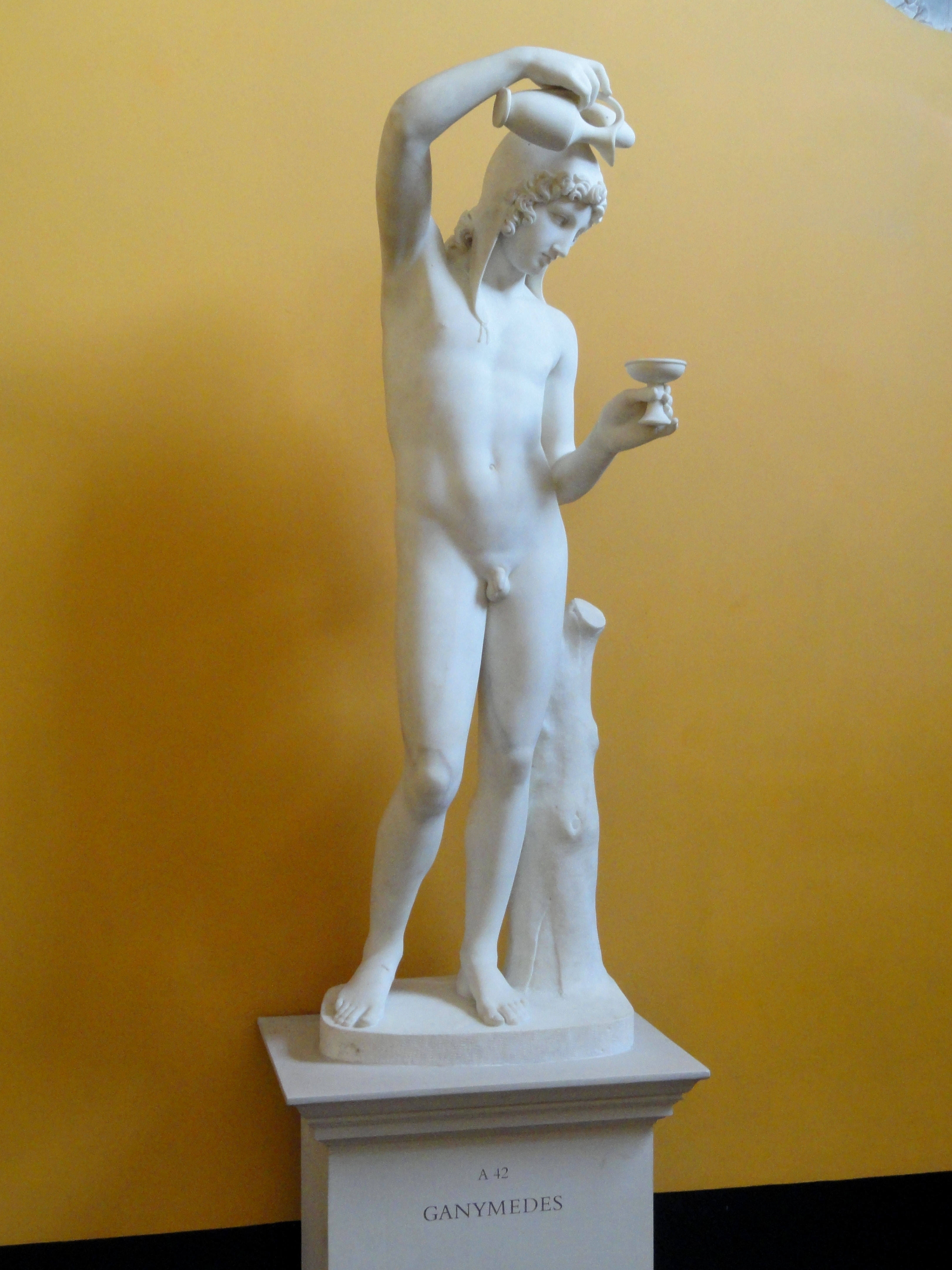
Ganymedes fyller skålen (Ganymedes skænker i skålen) från 1816. Thorvaldsens Museum.
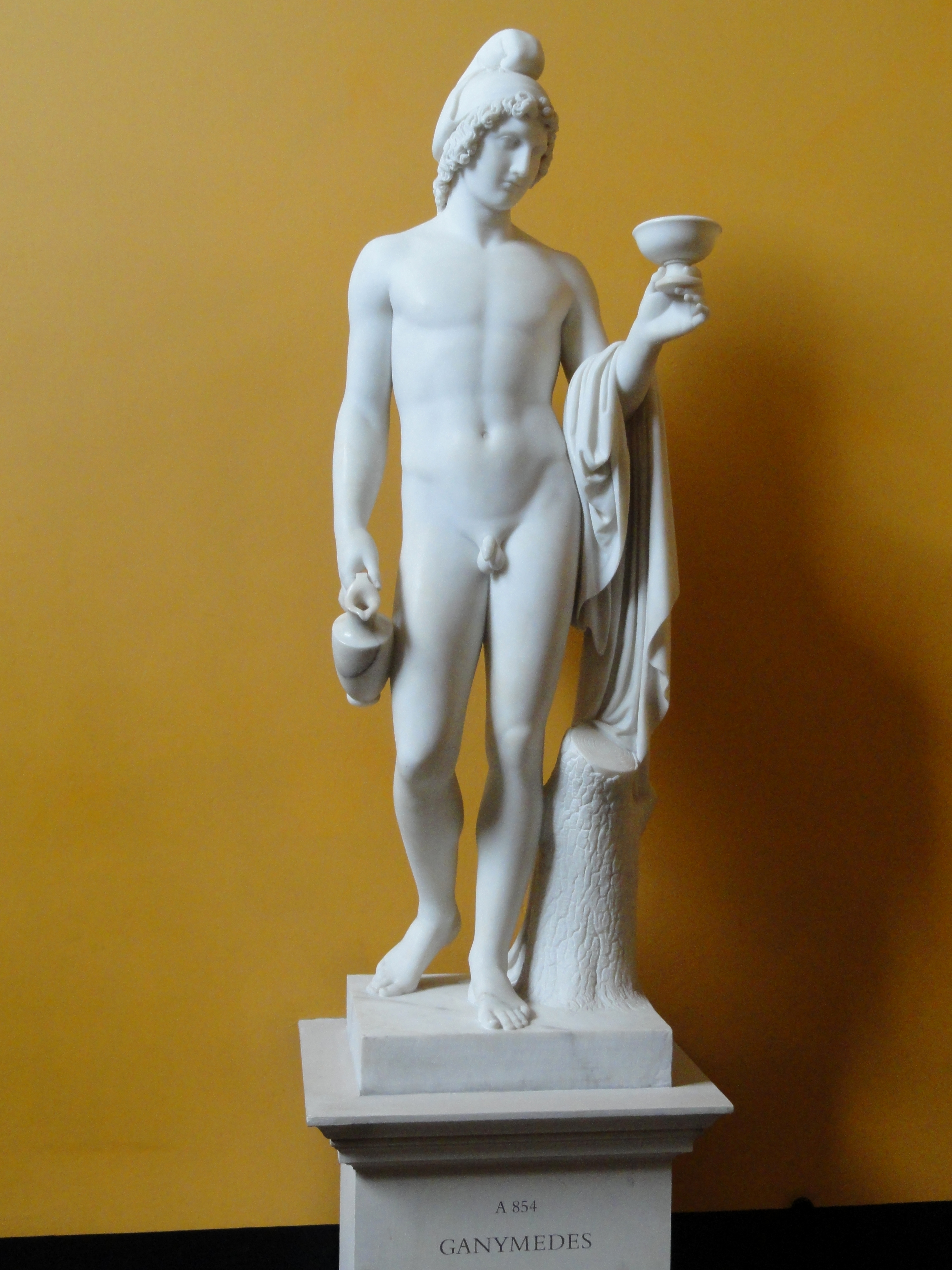
Ganymedes räcker skålen från 1820-talet. Thorvaldsens Museum.